# Gloucester (Massachusetts)
Gloucester és una població dels Estats Units a l'estat de Massachusetts. Segons el cens del 2007 tenia 30.273 habitants.

## Demografia
Segons el cens del 2000, Gloucester tenia 30.273 habitants, 12.592 habitatges, i 7.895 famílies. La densitat de població era de 450,2 habitants/km².
Dels 12.592 habitatges en un 27,6% hi vivien nens de menys de 18 anys, en un 48,8% hi vivien parelles casades, en un 10,6% dones solteres, i en un 37,3% no eren unitats familiars. En el 30,7% dels habitatges hi vivien persones soles l'11,4% de les quals corresponia a persones de 65 anys o més que vivien soles. El nombre mitjà de persones vivint en cada habitatge era de 2,38 i el nombre mitjà de persones que vivien en cada família era de 3.
Per edats la població es repartia de la següent manera: un 22% tenia menys de 18 anys, un 6,5% entre 18 i 24, un 29,9% entre 25 i 44, un 26,1% de 45 a 60 i un 15,6% 65 anys o més.
L'edat mediana era de 40 anys. Per cada 100 dones de 18 o més anys hi havia 88,8 homes.
La renda mediana per habitatge era de 47.722 $ i la renda mediana per família de 58.459$. Els homes tenien una renda mediana de 41.465 $ mentre que les dones 30.566$. La renda per capita de la població era de 25.595$. Entorn del 7,1% de les famílies i el 8,8% de la població estaven per davall del llindar de pobresa.

## Poblacions més properes
El següent diagrama mostra les poblacions més properes.